# Есаура
Есаура (арап. الصويرة; берб. ⵎⵓⴳⴰⴹⵓⵔ, Mugadur), формално Могадор је град у западном делу региона Маракеш Сафи, стациониран на обали Атлантског океана. Име града преведено на арапски језик значи мали бедем, због тврђаве која се налази у оквиру града.

## Име и етимологија
Град има више имена, а обично се користи Есаура, у латниничном писму, до се на арапском означава са الصويرة. Буквалан превод са арапског је С-свира, што означава зид, односно градски бедем.
На берберском језику, којим говори знатно велики број становника, град се у буквалном преводу назива Ташот, што означава малу тврђаву. До шездесетих година 20. века, Есаура је била позната по португалском имену Могадор. Историчар и географ ал Бакри сматра да је ово име настало од старог имена на бербеском — Амакдул, из 11. века.

## Становништво
| Година                                       | Становништво целе општине | Становнишво старог градског језгра |
| -------------------------------------------- | ------------------------- | ---------------------------------- |
| 1844 (процена)                               | 10.000                    | -                                  |
| 1886 {процена)                               | 18.000                    | -                                  |
| 1926                                         | 18.401                    | -                                  |
| 1960                                         | 26.392                    | -                                  |
| 1971                                         | 30.061                    | -                                  |
| 1982                                         | 42.035                    | 8.873                              |
| 1994                                         | 56.074                    | 11.988                             |
| 2004                                         | 69.493                    | 16.129                             |
| 2014                                         | 77.966                    | 20.290                             |
| Општи попис становништва и становања, Мароко |                           |                                    |

## Историја
Археолошка истраживања показују да је Есауира била окупирана од праисторијских времена. Залив у Есауири делимично се протеже дуж острва Могадор, чинећи га мирном луком заштићеном од јаких морских ветрова. Град се већ дуго сматра једним од најбољих пристаништа на мароканској обали. Ханон Морепловац, картагински истраживач који је деловао око 450. п. н. е., успоставио је трговачки центар на овом пределу.
Почетком 1. века, Јуба II, берберски краљ основао је тиринску фабрику на овом простору. На простору острва Могадор нађени су остаци римске виле, вазе и ковани новац из 3. века. Већина ових предмета може се видети у музеју Сиди Мухамеда бен Абдулаха, као и у археолошком музеју Рабата.
Током средњег века, муслимански верник Сиди Могдул сахрањен је у Есаури, а име Могдул, вероватно је додао јер је био пореклом из овог града.
Године 1506. португалски краљ Мануел I Португалски, издао је наређење о изградњи тврђаве у граду и дао јој име Реал. У то време, Португалци су заузели шест мароканских градова и у њима изградили шест тврђава на мароканској обали Атлантика, између реке Лоукос на северу и реке Сус на југу. Четири од шест тврђава биле су кратког века: Грациоса (1489), Мехдија (1515), Реал (1506—1510) и Агуз тврђава (1520—1525). Две су постале градови, одосно тврђаве Санта Круз де Кабо (данас Агадир), направљена у периоду од 1505-1506 и Мазаган, направљена између 1514-1517. године.
Након пада Агадира, Португалци су напустили већину насеља Марока између 1541. и 1550. године, али су ипак успели да задрже Сеуту, Тангер и Магазан. Тврђава Реал срушена је 1510. године.
Током 16. века, Шпанија, Енглеска, Холандија и Француска су у више наврата покушале да заузму Есауру, али нису успели. Есаура је остала трговачки град, где се највише продавао шећер и меласа, а била је и лука за пирате.
 Године 1620. Француска је покушала да конолизује Могадор. Француски државник и кардинал Арман Жан ди Плеси де Ришеље покушавао је да успостави колонијалну политику, док је француски државник Исак де Разили предлагао окупацију 1626. године. Циљ је био успоставити базу у граду, како би се супроставило султану Маракеша и заузети лука града Сафија.
Садашњи град Есаура изграђен је средином 8. века од стране мароканског краља. Мухамед III је покушао да преорјентише своје краљевство према Атлнатику, због повећане трговине са европским државама, па је због тога одабрао Могадор, који је био трговачки град. Један од његових циљева био је успостављање лука у Маракешу. Други циљ је био да се прекине трговина од Агадира на југу, коју је фаворизовао његов политики ривал. Становници Агадира били су присиљени да се преселе у Есауру.
Мухамед III је послао француском инжењеру Теодору Корнуту и другим архитектама план да се изгради модеран град и тврђава. Теодор Корнут је сам дизајнирао и изградио град, нарочито Казбу, са краљевским четвртима и зградама за хришћанске трговце и дипломате. Остале делове града пројектовали су други ахритекти Марока, нарочито из Феса и Рабата. Улаз у луку Ла Марин саградио је Ахмед од Енглеске. Мухамед III преузимао је бројне кораке како би подстакао развоја Есауре. Лука Агадира на југу затворена је 1767. године, тако да је сва трговина преусмерена на Есауру. Европским заједницама у северној луци Рабата наложено је пресељење у Есауру кроз уредбу, 21. јануара 1765. године.
Од времена обнављања града од стране Мухамеда III, све до краја 19. века, град је служио као главна лука Марока, где је стизала роба из целог света..
Из жеље да развије што већи град, Мухамед III је подстакао мароканске Јевреје да се настане у граду и баве трговином. Јевреји су некада чинили 40% становништва града, а јеврејска четврт у граду и данас има велики број синагога, док се у околини налази и јеврејско гробље. Промене у трговини, независност Израела и ратови са другим арапским државама довели су до тога, да су марокански Јевреји напустили земљу. Године 2017. град Есаура имао је само 3 становника јеврејске природности.
У 19. веку, Есаура је била први град Марока по трговини, двоструко већој него у Рабату. Град је фунцкионисао као лука Маракеша, пошто је био релативно близу њега. Дипломатске и трговинске односе успоставиле су европске силе са градом. Двадесетих година 20. века, европске дипломате дошле су у Тангер и Есауру, где су имали своја седишта.
Почетком педесетих година 20. века, амерички режисер, глумац, сценариста и продуцент Орсон Велс снимао је филм Отело, а неколико сцена снимљено је на улицама у старом делу града, 1952. године. Поред њега, још неколико режисера посетило је град, који је био популарна дестинација за снимање филмова, а о њему је снимљено и неколико песама познатих музичара.

## Географија
Есаура је заштићена од поплава и јаких удара ветрова од стране острва Илес која се налази у непосредној близини града. Широке пешчане плаже протежу се јужно од града, све дуж реке Оуед, која се улива у океан. На једној од плажа налазе се остаци тврђаве Борџ ел Берод. Канарска струја одговорна је за кретање океанске циркулација на југ и због ње долази до већег броја риба у водама око града. Село Диабат налази се на око 5 km јужно од града. Есаура је повезана са Сафијем на северу и са Агадиром на југу преко ауто-пута. У граду се налази мали аеродром који има неколико летова недељно за Париз, Лондон, Брисел и дневне летове за Казабланку.

## Клима
У граду преовладава степска клима, која се судара са средоземном климом. ·  Лета су топла док су зиме благе. Годишње падавине износе око 300 до 500 mm. Клима Есауре слична је обалној клими Лос Анђелеса, посебно клими Санта Монике у Калифорнији.

| Клима Есаура (1961–1990)      | Клима Есаура (1961–1990) | Клима Есаура (1961–1990) | Клима Есаура (1961–1990) | Клима Есаура (1961–1990) | Клима Есаура (1961–1990) | Клима Есаура (1961–1990) | Клима Есаура (1961–1990) | Клима Есаура (1961–1990) | Клима Есаура (1961–1990) | Клима Есаура (1961–1990) | Клима Есаура (1961–1990) | Клима Есаура (1961–1990) | Клима Есаура (1961–1990) |
| Показатељ \ Месец             | .Јан.                    | .Феб.                    | .Мар.                    | .Апр.                    | .Мај.                    | .Јун.                    | .Јул.                    | .Авг.                    | .Сеп.                    | .Окт.                    | .Нов.                    | .Дец.                    | .Год.                    |
| ----------------------------- | ------------------------ | ------------------------ | ------------------------ | ------------------------ | ------------------------ | ------------------------ | ------------------------ | ------------------------ | ------------------------ | ------------------------ | ------------------------ | ------------------------ | ------------------------ |
| Апсолутни максимум, °C (°F)   | 30,5 (86,9)              | 31,0 (87,8)              | 34,6 (94,3)              | 35,0 (95)                | 33,0 (91,4)              | 38,7 (101,7)             | 39,0 (102,2)             | 40,0 (104)               | 39,5 (103,1)             | 38,5 (101,3)             | 35,0 (95)                | 31,0 (87,8)              | 40,0 (104)               |
| Максимум, °C (°F)             | 18,1 (64,6)              | 18,2 (64,8)              | 18,7 (65,7)              | 18,7 (65,7)              | 19,5 (67,1)              | 20,6 (69,1)              | 21,3 (70,3)              | 21,6 (70,9)              | 22,1 (71,8)              | 21,7 (71,1)              | 20,3 (68,5)              | 18,7 (65,7)              | 20,0 (68)                |
| Просек, °C (°F)               | 14,6 (58,3)              | 15,1 (59,2)              | 15,8 (60,4)              | 16,0 (60,8)              | 17,2 (63)                | 18,6 (65,5)              | 19,2 (66,6)              | 19,5 (67,1)              | 19,8 (67,6)              | 19,0 (66,2)              | 17,3 (63,1)              | 15,2 (59,4)              | 17,3 (63,1)              |
| Минимум, °C (°F)              | 11,2 (52,2)              | 11,9 (53,4)              | 12,8 (55)                | 13,4 (56,1)              | 14,9 (58,8)              | 16,5 (61,7)              | 17,2 (63)                | 17,4 (63,3)              | 17,4 (63,3)              | 16,4 (61,5)              | 14,4 (57,9)              | 11,8 (53,2)              | 14,6 (58,3)              |
| Апсолутни минимум, °C (°F)    | 3,0 (37,4)               | 2,0 (35,6)               | 5,8 (42,4)               | 7,0 (44,6)               | 9,0 (48,2)               | 11,8 (53,2)              | 14,0 (57,2)              | 13,5 (56,3)              | 12,7 (54,9)              | 9,0 (48,2)               | 6,0 (42,8)               | 2,0 (35,6)               | 2,0 (35,6)               |
| Количина падавина, mm (in)    | 51,5 (2,028)             | 37,4 (1,472)             | 39,5 (1,555)             | 34,9 (1,374)             | 8,5 (0,335)              | 1,6 (0,063)              | 0,1 (0,004)              | 1,0 (0,039)              | 3,1 (0,122)              | 25,3 (0,996)             | 72,7 (2,862)             | 65,0 (2,559)             | 340,6 (13,409)           |
| Дани са падавинама            | 8,3                      | 7,8                      | 7,9                      | 6,9                      | 3,5                      | 1,0                      | 0,1                      | 0,3                      | 1,2                      | 5,2                      | 8,6                      | 8,4                      | 59,2                     |
| Релативна влажност, %         | 80                       | 81                       | 81                       | 82                       | 82                       | 84                       | 86                       | 86                       | 84                       | 83                       | 80                       | 81                       | 83                       |
| Сунчани сати — месечни просек | 208,5                    | 204,9                    | 247,2                    | 264,0                    | 289,5                    | 290,9                    | 301,6                    | 291,4                    | 251,8                    | 234,1                    | 197,0                    | 197,6                    | 2.978,5                  |
| [ тражи се извор ]            |                          |                          |                          |                          |                          |                          |                          |                          |                          |                          |                          |                          |                          |

## Есаура данас
Медина Есауре (формално Модагор) проглашена је Светском баштином под окриљем Унеска. У зидовима старог града налази се само неколико модерних наменских хотела. Нови хотели граде се дуж мора, а локални плански прописи ограничавају све објекте на 4 спрата, како би се сачували погледи на град. Постоји велики број приватних објеката, који се могу изнајмити дневно или недељено. Медина је место где се окупља велики број уметника и занатлија, посебно дрворезбара.
Рибарска лука је прилично мала у односу на луке у Агадиру и Сафију, али су улови сардина и јегуља приличо велики, због чега је Есаура и данас једна од главних рибарских лука Марока.
Град је такође познат као туристичко место, где долази велики број сурфера због повољног ветра.
Град је такође центар производње арганог уља. Есаура је постала туристичко место и због дивокоза која су јединствене у региону, а велики број туриста долази овде да би их посматрао.

## Култура
У граду се налази француска школа Ерик Табарли. У граду постоји неколико малих уметничких галерија, а од 1998. године овде се одржава Гнаоуа фестивал светске музике, обично у последњој недељи јуна, када се окупљају уметници из целог света. Иако је фестивал фокусиран на гнауа музику, на фестивалу се могу чути и рок, џез и реге извођачи. Фестивал под називом Марокански Вудсток траје четири дана, а сваке године га посети око 450.000 људи.

## Градови побратими
- Ла Рошел, Француска (од 1999)[45]
- Етербек, Белгија (од 2003)[46]
- Иле де Гор, Сенегал (од 2005)[47]
- Чангшу, Кина (од 2012)[48]